# Windsor (Missouri)
Windsor is een plaats (city) in de Amerikaanse staat Missouri, en valt bestuurlijk gezien onder Henry County en Pettis County.

## Demografie
Bij de volkstelling in 2000 werd het aantal inwoners vastgesteld op 3087.
In 2006 is het aantal inwoners door het United States Census Bureau geschat op 3277, een stijging van 190 (6,2%).

## Geografie
Volgens het United States Census Bureau beslaat de plaats een oppervlakte van
6,2 km², waarvan 6,1 km² land en 0,1 km² water. Windsor ligt op ongeveer 258 m boven zeeniveau.

## Plaatsen in de nabije omgeving
De onderstaande figuur toont nabijgelegen plaatsen in een straal van 24 km rond Windsor.